# Santa Teresa (Rio de Janeiro)
Santa Teresa es un barrio del municipio de Río de Janeiro, Brasil, que se caracteriza por el gran número de artistas que viven allí, en contraposición con la cantidad de personas instaladas en las favelas (asentamientos informales) que circundan la zona.
El barrio tiene como ícono distintivo el bondinho (el último tren eléctrico que circula en todo Brasil) que cruza los Arcos de Lapa, antiguo acueducto carioca que hoy sirve como ruta del tren que sube por el morro (cerro) para internarse en Santa Teresa.
Santa Teresa, conocido como el Montmartre carioca, se distingue por su perfil colonial, casi sin que la modernidad haya influido en su estética, con gran cantidad de edificaciones históricas, algunas de ellas construidas en el siglo XVIII.
Limita con los barrios de Glória, Catete, Botafogo, Laranjeiras, Cosme Velho, Silvestre, Humaitá, Centro, Catumbi y Rio Comprido, y corresponde a la Región Administrativa de la subprefectura Tijuca y adyacencias.
Su vida social y atracción turística se concentra en el Largo dos Guimarães, con numerosos restaurantes, que van desde el Bar do Mineiro (una económica feijoada bien servida) y Espirito Santa (comida amazónica en uno de los restaurantes más caros de la zona que funciona en una antigua casa reciclada), hasta Sobrenatural (especializado en frutos de mar) y Thiago (cuya especialidad es el chop de cerveza negra).

## Historia
El barrio Santa Teresa surgió en torno al convento homónimo, en el siglo XVIII. La zona fue inicialmente poblada por la clase alta, en la que fuera una de las primeras expansiones fuera del núcleo central de la ciudad. Con el tiempo perdió su estatus de "barrio de ricos" para ganar fama como atracción turística y referente cultural de vanguardia.

## Sitios de interés
Algunos de los sitios de interés de Santa Teresa son:
- Museo Chácara do Céu
- Parque das Ruínas (un antiguo caserón reconvertido en sitio de esparcimiento social y con un mirador desde el que se puede observar el centro, la Catedral Metropolitana, el aeropuerto Santos Dumont y el cerro Pão de Açúcar)
- Castelo Valentim
- Hotel Santa Teresa (antigua hacienda de Santa Teresa)
- Iglesia Nossa Senhora das Neves
- Museu do Bonde
- Centro Cultural Laurinda Santos Lobo
- Museo Casa de Benjamin Constant

## Accesos
Se puede acceder a Santa Teresa por las calles Monte Alegre, Cândido Mendes, Paula Mattos, Ladeira do Castro, Alice y Francisco Muratóri. El bondinho parte de la Estación Carioca, en el centro (no es la misma Estación Carioca de la red de subterráneos), cruza por los Arcos de Lapa y sube al barrio por la serpentenante calle Almirante Alexandrino. Llegan a Santa Teresa las líneas de ómnibus 206 y 214, que salen de la calle São José, en el centro de Río.

## Datos generales
- Población total: 41.145 habitantes, de los cuales son 19.231 hombres y 21.914 mujeres (censo de 2000)[1]
- Área territorial: 515,71 hectáreas (2003)[2]
- Áreas urbanizadas y/o alteradas: 54,70% (2001)[3]
- Escuelas municipales: 5 con 1.500 alumnos (2009)[4]

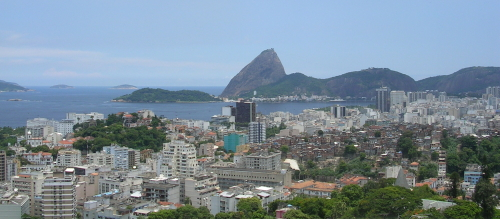
Vista desde el Parque das Ruínas.